# Les Aventures de Pierre Pèlerin
Pour les articles homonymes, voir Pèlerin.
Les Aventures de Pierre Pèlerin est un cycle de fantasy composé de trois romans et écrit par Hervé Jubert.

## Résumé

### Premier tome
Dans un futur à la fois proche différent, l'Église catholique rebaptisée le Vé intéresse diffuse ses doctrines à travers les aventures de “champions” devant se tirer de situations compliquées. Les champions sont entraînés dans une "sphère à traumas" , mélange de technologie et d'invocations d'esprits, dont celui de Saint Thomas d'Aquin. Pierre Pèlerin est l'un de ces surhommes mais sa venue au monde a été anormalement chaotique. Au lieu d'être écarté, le cardinal en disgrâce Fratri mise sur Pierre Pèlerin pour retrouver son influence.
Pour sa première mission, Pèlerin se retrouve en route pour une station de forage abandonnée en pleine Mer du Nord, la plate-forme cathédrale Kirke-Tür, avec pour seule compagnie une ingénieure aux formes plantureuses, Sarah Van Horne.

## Critiques
- Jean-Louis Trudel dans Keep Watching the Skies!, no 34, novembre 1999

« Avec ce livre Jubert amorce la chronique des aventures de Pierre Pèlerin, dont le cycle, au vu de ce premier épisode, risque d'être plutôt jubilatoire. La narration témoigne d'un bel entrain et d'un amour du rebondissement qu'on ne peut que saluer si on a le moindrement la fibre feuilletonnesque ». « Malgré l'impression que j'en donne ci-dessus, il ne faut pas en conclure que c'est de la Science-Fiction : Pèlerin a maille à partir avec un démon, un dieu déchu, le capitaine Nemo et la porte des enfers numéro 3.(3) C'est un peu la recette française : à peu près aucun effort du côté de la vraisemblance scientifique, un soupçon de mise en abyme, une solide dose d'intertextualité, de la confusion des genres à profusion… Dans le cas qui nous intéresse, le résultat est des plus agréables — sans être trop satisfaisant pour les amateurs d'une SF plus… dure —, car on ne s'ennuie pas. »
- Pascal J. Thomas dans son éditorial à Keep Watching the Skies! no 33, août 1999[2]

« Sinedeis est pour moi le plus choquant (de même qu'il a pu choquer Jean-Louis Trudel), en ceci que, présenté comme de la SF, et mené comme de la SF dans sa façon d'aborder le monde et l'action, il relèverait plutôt de la Fantasy quand on se penche sur les justifications qu'il produit aux phénomènes extraordinaires — et extraordinaires du point de vue même de ses personnages, dans leur contexte futur. Dieu, revenants et Enfers jouent un rôle non négligeable, et non rationnalisable dans ce livre dont l'action est menée tambour battant, presque comme celle d'un jeu vidéo — le héros, en tout cas, est conscient qu'en dépit de la réalité des risques encourus, son rôle est surtout celui de héros d'un feuilleton télévisé diffusé en direct dans le monde entier. Jubert se réclame fort explicitement de Malpertuis de Jean Ray, autre œuvre difficilement classable ; l'impression qui pour moi se dégage de son texte, d'une vigueur toute méritoire, est qu'autant lui que son éditeur n'ont que faire de tels classements. Qu'ils n'aient rien à cirer des critiques, j'aurais mauvaise grâce à le leur reprocher ; mais telle stratégie de positionnement du livre vis-à-vis de nos genres de prédilection (SF, Fantasy) doit refléter l'attitude espérée de la part du public visé ; et — édition oblige ! — il faut penser qu'il y en a un. »
- Claude Ecken, dans Galaxies no 13, juin 1999

« Cela ressemble à de la gonzo-fiction, où les événements s'enchaînent rapidement pour ne pas laisser au lecteur le temps de réfléchir et de repérer les invraisemblances. Le résultat est peu concluant, mais quelque chose, dans la narration, retient cependant l'attention. On attendra donc, pour se prononcer tout à fait, le deuxième épisode des aventures de Pierre Pèlerin. »

## Éditions
- Les Aventures de Pierre Pèlerin, vol. 1 Sinedeis, 1999, J'ai Lu coll. « J'ai Lu SF », no 5194   (ISBN 2290051942)
- Les Aventures de Pierre Pèlerin, vol. 2 In media res, 2000, J'ai Lu coll. « J'ai Lu SF », no 5435  (ISBN 2290300470)
- Les Aventures de Pierre Pèlerin, vol. 3 Erat fatum, 2002, J'ai Lu coll. « J'ai Lu SF », no 1616  (ISBN 2290320439)

Les illustrations des couvertures sont dues à Antoine Poulain.